# Football Club de Pont-l'Abbé
 (février 2022).
Si vous disposez d'ouvrages ou d'articles de référence ou si vous connaissez des sites web de qualité traitant du thème abordé ici, merci de compléter l'article en donnant les références utiles à sa vérifiabilité et en les liant à la section « Notes et références ».
Actualités
Le Football Club Pont-l'Abbé ou FC Pont-l'Abbé est un club de football français basé à Pont-l'Abbé, dans le Finistère. Le club finistérien évolue pour la saison 2021-2022 en Régional 2 (7ème échelon).
Le club pont-l'Abbiste est créé le 1909, à l'époque l'US Pont-l'Abbé, le 25 mai 1991 l'USP fusionne avec la Jeanne d'Arc Pont-l'Abbé pour former le club actuel. Depuis sa fusion, le club n'a pas changé de nom. Le club a connu la  4e division durant la fin des années 1980, début des années 1990.

## Historique
- 1909 : Création de l'Union Sportive Pont-l'Abbé[réf. nécessaire]
- 1920 : Création de la Jeanne d'Arc Pont-l'Abbé[réf. nécessaire]
- 1921 : L'USP rejoint la Ligue de l'Ouest, créée en 1918[2].
- 1950 : Promotion en Division d'Honneur
- 1951 : Relégation en Division Régionale Honneur[3]
- 1956 : Relégation en Promotion d'Honneur (PH).
- 1959 : Promotion en Division Régionale Honneur (DRH).
- 1965 : Nouvelle relégation en PH.
- 1968 - 1969 : Deux montées consécutives, première saison dans la nouvelle DSR.
- 1983 : Nouvelle promotion en Division d'Honneur[4].
- 1985 : Promotion en Division 4, pour la première fois, le club joue du niveau national[5].
- 1986 : Coupe de France et première saison en Division 4
  - Première participation à un 32e de finale de Coupe de France.
  - Défaite 3 - 0 des Pont-l'Abbistes, face à l'AJ Auxerre (Division 1) au Stade de Penvillers, à Quimper[6].
  - 7e place en championnat pour sa première saison.
- 1987 : Proche de la montée en D3
  - Le club termine à son meilleur classement puisque le club termine 4e de sa poule, à 4 points de la montée en Division 3[7].
  - Elimination au 7e tour de la Coupe de France, par l'US Concarneau[8].
- 1988 : 6e place en Division 4.
- 1989 : 5e place en Division 4 à trois points de la montée en D3.
- 1990 : Saison moyenne et beau parcours en Coupe
  - 8e place en Division 4.
  - Le club atteint le 8e tour de la Coupe de France, éliminée par Angoulême 4 à 0[9].
- 1991 : Relégation et fusion
  - 12e place en Division 4 synonyme de relégation en Division d'Honneur après 6 saisons en D4[10].
  - Le 25 mai 1991, la fusion est actée avec la JA Pont-l'Abbé, pour former le Football Club Pont-l'Abbé[11].
- 1992 : Coupe de France
  - Seconde participation à un 32e de finale de Coupe de France.
  - Défaite 2 - 0 des Pont-l'Abbistes, face au SM Caen (Division 1) au Stade de Penvillers, à Quimper, rempli par 6 076 spectateurs[12],[13].
- 1994 : Relégation en DSR, retour en DSR pour la première fois depuis 1983[14].
- 1997 : Promotion en DH, pour la troisième fois.
- 2001 : Nouvelle relégation en DSR.
- 2002 : Seconde relégation consécutive, cette fois en DRH.
- 2005 : Promotion en DSR à la suite de la création de la DSE.
- 2009-2017 : Ascenseur entre la DSR et la DRH.
- 2017 : Le club est passé en Régional 3 à la suite de la réforme des compétitions.
- 2020 : Champion de Régional 3, promotion en Régional 2.

## Palmarès et records

### Palmarès
| Compétitions nationales | Compétitions régionales                                           |
| --- | ----------------------------------------------------------------- |
| - Division 4 - Meilleur classement : 4e (en 1986-87). - Coupe de France - Meilleure performance : 32e de finale (en 1985-86 et 1991-92). | - Championnat de Division d'Honneur (Ouest) - Champion : 1984-85. |

## Bilan saison par saison
Le tableau ci-dessous récapitule le parcours du FC Pont-l'Abbé en Championnat, Coupe de France depuis 1949 :
| Saison                                  | Division           | E | C   | Pts | J  | G  | N  | P  | BP | BC | DB  | Ph. Finale | Affl. Moy. | Coupe de France |
| Union Sportive Pont-l'Abbé (1909-1991)  |                    |   |     |     |    |    |    |    |    |    |     |            |            |                 |
| 1983-1984                               | DH Ouest           | 5 | 3e  | 62  | 26 | 13 | 10 | 3  | 51 | 20 | +31 | -          | -          | 6e tour         |
| 1984-1985                               | DH Ouest           | 5 | 1er | 61  | 26 | 16 | 3  | 7  | 57 | 30 | +27 | -          | -          | 4e tour         |
| 1985-1986                               | Division 4 (Ouest) | 4 | 7e  | 24  | 26 | 9  | 6  | 11 | 27 | 32 | -5  | -          | -          | 32e de finale   |
| 1986-1987                               | Division 4 (Ouest) | 4 | 4e  | 29  | 26 | 10 | 9  | 7  | 28 | 23 | +5  | -          | -          | 7e tour         |
| 1987-1988                               | Division 4 (Ouest) | 4 | 6e  | 26  | 26 | 7  | 12 | 7  | 32 | 31 | +1  | -          | -          | avant 5e tour   |
| 1988-1989                               | Division 4 (Ouest) | 4 | 5e  | 30  | 26 | 12 | 6  | 8  | 47 | 40 | +7  | -          | -          | avant 5e tour   |
| 1989-1990                               | Division 4 (Ouest) | 4 | 8e  | 24  | 26 | 10 | 4  | 12 | 44 | 44 | 0   | -          | -          | 8e tour         |
| 1990-1991                               | Division 4 (Ouest) | 4 | 12e | 18  | 26 | 5  | 8  | 13 | 24 | 48 | -24 | -          | -          | avant 5e tour   |
| Football Club Pont-l'Abbé (depuis 1991) |                    |   |     |     |    |    |    |    |    |    |     |            |            |                 |
| 1991-1992                               | DH Bretagne        | 5 | 5e  | 53  | 26 | 9  | 9  | 8  | 32 | 27 | +5  | -          | -          | 32e de finale   |
| 1992-1993                               | DH Bretagne        | 5 | 4e  | 50  | 26 | 9  | 8  | 7  | 43 | 35 | +8  | -          | -          | 7e tour         |
| 1993-1994                               | DH Bretagne        | 6 | 12e | 43  | 22 | 7  | 6  | 13 | 33 | 36 | -3  | -          | -          | avant 6e tour   |
| 1994-1995                               | DSR Bretagne       | 7 | 6e  | 45  | 22 | 7  | 9  | 6  | 0  | 0  | 0   | -          | -          | avant 5e tour   |
| 1995-1996                               | DSR Bretagne       | 7 | 2e  | 63  | 22 | 12 | 5  | 5  | 0  | 0  | 0   | -          | -          | 6e tour         |
| 1996-1997                               | DSR Bretagne       | 7 | 1er | 0   | 22 | 0  | 0  | 0  | 0  | 0  | 0   | -          | -          | avant 6e tour   |
| 1997-1998                               | DH Bretagne        | 6 | 7e  | 61  | 26 | 9  | 8  | 9  | 33 | 27 | +6  | -          | -          | 5e tour         |
| 1998-1999                               | DH Bretagne        | 6 | 7e  | 61  | 26 | 9  | 8  | 9  | 30 | 44 | -14 | -          | -          | 5e tour         |
| 1999-2000                               | DH Bretagne        | 6 | 11e | 53  | 26 | 8  | 6  | 12 | 25 | 34 | -9  | -          | -          | avant 5e tour   |
| 2000-2001                               | DH Bretagne        | 6 | 14e | 49  | 26 | 1  | 3  | 22 | 14 | 56 | -42 | -          | -          | avant 5e tour   |

| Champion / vainqueur | Promu | Barrage de promotion | Finaliste / Second | Demi-finaliste / Troisième | Barrage de relégation | Relégué | Rétrogradé administrativement |

## Installation du club

### Stade Municipal
Le stade municipal de Pont-l'Abbé a été construit entre 1959 et 1960 et inauguré en 1960. Le terrain comporte une tribune de 800 places assises, une piste d'athlétisme en stabilisé. Depuis son inauguration, l'US Pont-l'Abbé puis le FC Pont-l'Abbé joue tous ses matchs sauf en cas de matchs de grandes envergures (ex : SM Caen à Quimper).
Le stade va être profondément rénovée, la tribune va être détruite, un terrain synthétique va être installé à la place du terrain secondaire et un éclairage va être amélioré sur les deux terrains. Une nouvelle tribune va remplacer l'ancienne tribune qui va permettre de rapprocher le futur terrain synthétique et le terrain principal.

## Personnalités du club

### Joueurs
- Paul Le Dren
- Éric Loussouarn
- Yohann Rivière
- Laurent Hervé
- Christian Gourcuff

### Entraîneurs
- Christian Gourcuff